# 永遠より ながく/Drive me crazy
「永遠より ながく／Drive me crazy」（えいえんより ながく／ドライブ・ミー・クレイジー）は、倉木麻衣の33枚目のシングル。2010年3月3日にNORTHERN MUSICから発売された。

## 解説
一般には「初回限定盤」と「通常盤」の2形態での発売、さらにファンクラブ会員とMusing会員限定で発売される「Musing & FC盤」も含め、実質的に3形態での発売となる。各ジャケットもそれぞれ異なっている。「初回限定盤」にのみ付属するDVDには、「永遠より ながく」のミュージッククリップが収録されている。
当初は両A面シングルではなく、「永遠より ながく」として発売される予定であった。しかし、「Drive me crazy」のタイアップが決定したことから、急遽両A面シングルとしての発売に変更された。そのため、当初「永遠より ながく」のPVしか存在していなかったが、発売より約1週間後に「Drive me crazy」のPVも公開された。
長らく「永遠より ながく」はどのアルバムにも未収録状態が続いていたが、2019年リリースの20周年記念シングルコレクションアルバム『Mai Kuraki Single Collection 〜Chance for you〜』において、晴れて初めて収録された。上述ベストがリリースされるまでは、「Drive me crazy」だけ、オリジナルアルバム『FUTURE KISS』に収録されていた。

## 収録曲
1. 永遠より ながく [3:46]
  - 作詞：倉木麻衣 / 作曲：財津和夫 / 編曲：佐々木誠・原川健

KOSE『エスプリーク プレシャス』CMソング
チューリップのギタリストやキーボーティストでもある財津和夫による作曲。
シングル曲の中で唯一、今までどのアルバムにも未収録状態となっていたが、2019年リリースのコンプリート・ベストアルバム『Mai Kuraki Single Collection 〜Chance for you〜』にて初収録となった。
2. Drive me crazy [4:03]
  - 作詞：倉木麻衣 / 作曲・編曲：Silver Stream

日本テレビ『HEROES シーズン3』テーマソング
3. 永遠より ながく -Instrumental- [3:47]
4. Drive me crazy -Instrumental- [3:59]

### DVD（初回限定盤のみ）
永遠より ながく -Music Clip-

## プロモーション活動

### テレビ出演
- MUSIC STATION（2010年3月5日放送、テレビ朝日）
- 音楽戦士 MUSIC FIGHTER（2010年3月6日放送、日本テレビ）
- MUSIC FAIR（2010年3月6日放送、フジテレビ）
- COUNT DOWN TV（2010年3月7日放送、TBS）
- MUSIC JAPAN（2010年3月7日放送、NHK）

※地上波・音楽番組のみ

### リリースイベント
- ミニライブ&touch会（2010年3月6日、東京・お台場ヴィーナスフォート）

## 収録アルバム
永遠より ながく
- Mai Kuraki Single Collection 〜Chance for you〜

Drive me crazy
- FUTURE KISS
- Mai Kuraki Single Collection 〜Chance for you〜